# Georg Waitz (Fußballspieler)
Georg Waitz (* 23. Jänner 1909; † März 1993) war ein österreichischer Fußballspieler, der während der Zeit des Wunderteams im Nationalteam zum Einsatz kam.

## Vereinskarriere
Waitz stieg in der Saison 1927/28 mit dem FC Nicholson in die I. Liga auf und konnte mit der Mannschaft in deren Debütsaison in der höchsten Spielklasse den sechsten Platz belegen, zu dem der Linksverbinder mit sieben Toren einen erheblichen Beitrag leistete. Auch in den folgenden Jahren konnte sich Nicholson beziehungsweise nach der Umbenennung der FC Wien in der Liga halten und Waitz zählte zu den Konstanten in der Aufstellung der Favoritner. Im September 1930 gelangen ihm dabei bei einem 8:0-Kantersieg gegen den Wiener AC sogar vier Tore in einem Meisterschaftsspiel. 
1934 verließ Georg Waitz seinen Stammklub und wechselte zum Wiener AC, wo er allerdings nicht einmal eine volle Saison lang spielte. Im Laufe der Frühjahrsrunde schloss er sich dem Zweitligisten 1. Favoritner FC Vorwärts 06 an und kehrte Anfang 1936 zum FC Wien zurück. 1937 nahm er schließlich ein Angebot aus der französischen Profiliga an und spielte eine Saison für den RC Lens.

## Nationalmannschaft
Nachdem Waitz zwischen 1928 und 1930 dreimal in der Wiener Stadtauswahl eingesetzt worden war und dabei zwei Tore erzielt hatte, erhielt er 1932 seine erste Einberufung in die Nationalmannschaft. Bei einem Länderspiel gegen Schweden bot Verbandskapitän Hugo Meisl fünf Debütanten auf, darunter auch den Nicholsonstürmer. Obwohl Waitz ein Tor zum 4:3-Sieg beisteuerte, blieb dies sein einziger Einsatz.

## Erfolge
- 1× Meister II. Liga: 1928
- 1 Spiel für die österreichische Fußballnationalmannschaft: 1932

| Personendaten    | Personendaten                   |
| ---------------- | ------------------------------- |
| NAME             | Waitz, Georg                    |
| KURZBESCHREIBUNG | österreichischer Fußballspieler |
| GEBURTSDATUM     | 23. Januar 1909                 |
| STERBEDATUM      | März 1993                       |